# Văn phòng Thông tin Quốc vụ viện
Văn phòng Thông tin Quốc vụ viện (SCIO; tiếng Anh: State Council Information Office) là một văn phòng hành chính dưới quyền Quốc vụ viện, cơ quan hành chính trọng yếu của Cộng hòa Nhân dân Trung Hoa. Đây là văn phòng thông tin trọng yếu của chính phủ Trung Quốc.

## Lịch sử
Văn phòng được sáp nhập năm 1991 khi Ủy ban Trung ương Đảng và Quốc vụ viện kết hợp Văn phòng Thông tin Quốc vụ viện với Tiểu tổ Tuyên truyền Đối ngoại Trung ương của Ban Tuyên truyền Trung ương Đảng Cộng sản Trung Quốc.
Văn phòng trước đây chịu trách nhiệm về kiểm duyệt mạng Internet. Cục Các vấn đề Internet xử lý kiểm duyệt Internet ở Cộng hòa Nhân dân Trung Hoa và đàn áp "gây rối" (chống chính phủ Trung Quốc) hoạt động trên mạng ở Trung Quốc đại lục. Tuy nhiên, tháng 5 năm 2011, Văn phòng Thông tin Quốc vụ viện chuyển giao các văn phòng kiểm soát Internet đến một cơ quan ở dưới quyền mới, Văn phòng Thông tin Internet Nhà nước.

## Danh sách Chủ nhiệm
1. Chu Mục Chi, 1991–1992
2. Tằng Kiến Huy (曾建徽), 1992–1998
3. Triệu Khải Chính (趙啟正), 1998–2005
4. Thái Vũ, 2005–2008
5. Vương Thần, 2008–2013
6. Thái Danh Chiếu, tháng 3 năm 2013 – tháng 12 năm 2014
7. Tưởng Kiến Quốc, tháng 1 năm 2015 – đương nhiệm